# كانارانا
كانارانا (بالبرتغالية: Canarana‏)؛ بلدية في ولاية باهيا في المنطقة الشمالية الشرقية من البرازيل.